# Valsedel

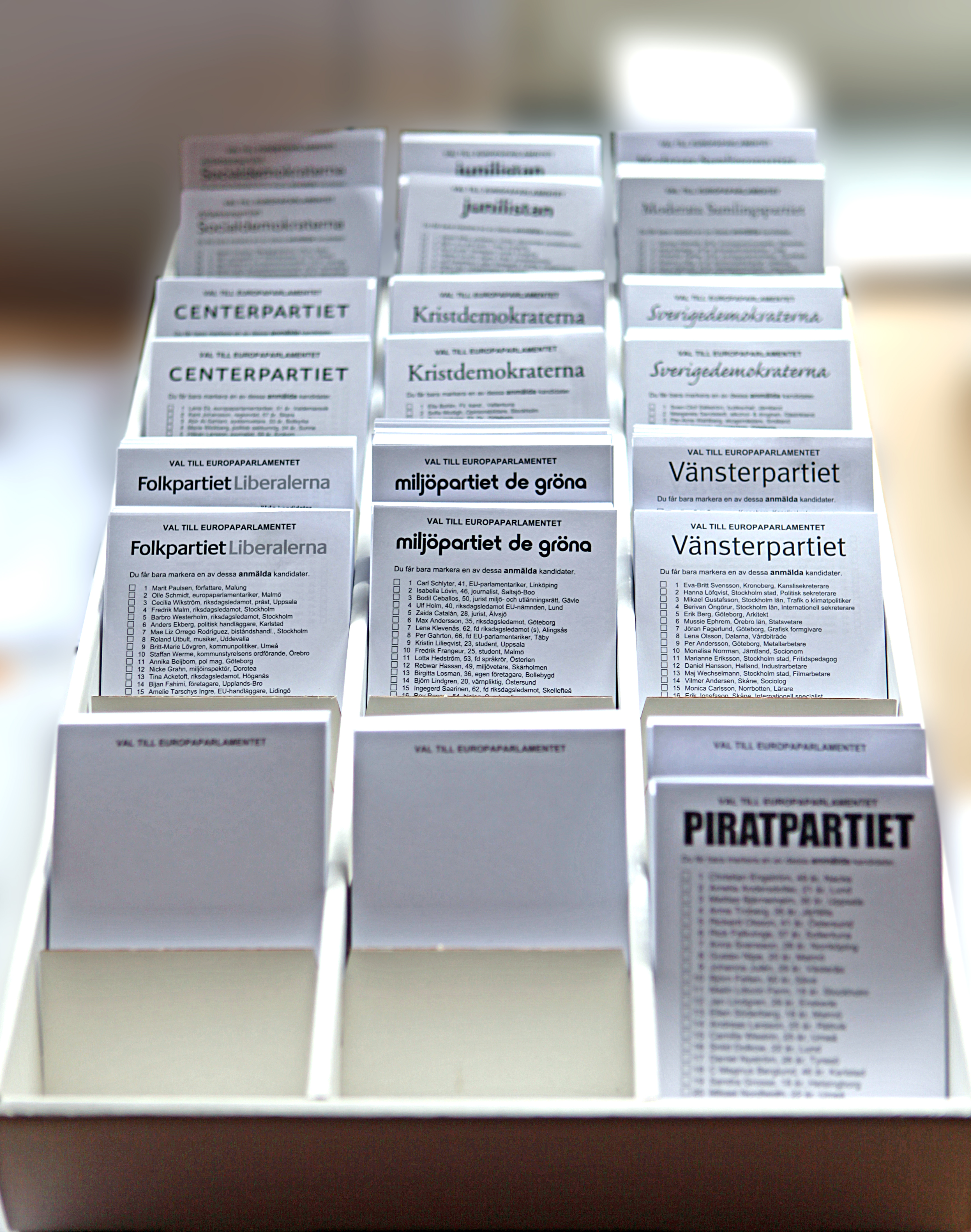
Svenska valsedlar för Europaparlamentsvalet 2009. Längst ned till vänster i bilden syns blanka valsedlar

En valsedel eller röstsedel är ett dokument man använder vid deltagande i val. Utformningen skiljer sig mellan olika val, men den eller de personer man röstar på framgår av valsedeln. Valsedeln läggs i en valurna som töms i samband med rösträkningen.

## Valsedlar i Sverige
I Sverige kan en valseldel vara något av en:
- partivalsedel – som har partinamnet tryckt högst upp. Det går även att själv skriva dit namnet på en kandidat (person) som man vill rösta på.
- namnvalsedel – som har en lista med namn på kandidater under partiets namn.
- blank valsedel – som varken har partinamn eller namn på kandidater. På den blanka valsedeln kan man skriva ett partinamn och även namnet på en kandidat om man vill personrösta.

Särskilt vid kommunala val kan det finnas ytterligare valsedlar, där man istället för att lägga röst på ett parti tar ställning till en annan fråga.
Vilket val man röstar till framgår även på valsedeln. För val till Sveriges riksdag trycks valsedlarna på ljusgult papper, för regionfullmäktige används ljusblått och för kommunfullmäktige används vitt. I valet till Europaparlamentet är valsedeln vit. I kyrkoval i Svenska kyrkan är valsedlarna vita, rosa och gula.
Sverige hade efter valet 2018 kritiserats för att alla kunde se när väljarna valde valsedlar. Inför valet 2022 placerades valsedlar istället bakom skärmar, vilket i vissa lokaler orsakade långa köer. Valmyndigheten önskade 2022 ett nytt valsedelsystem med en valsedel per person så att valsedlar inte behövde hämtas bakom en skärm.

### Distribution
Vissa valsedlar distribueras av Valmyndigheten och vissa måste partier distribuera själva.

### Den blanka valsedelns funktion
Den blanka valsedeln kan i svenska val användas för att:
- Avge en blankröst
- Själv skriva ett partinamn på den blanka valsedeln

Efter Skolval 2006 uppmärksammade MUCF bristande kunskap i lärarkåren om grundläggande demokratiska processer och om blankröstens funktion och möjligheten att genom de blanka valsedlarna rösta på partier som inte har förtryckta valsedlar.:46

## Valsedlar i Danmark

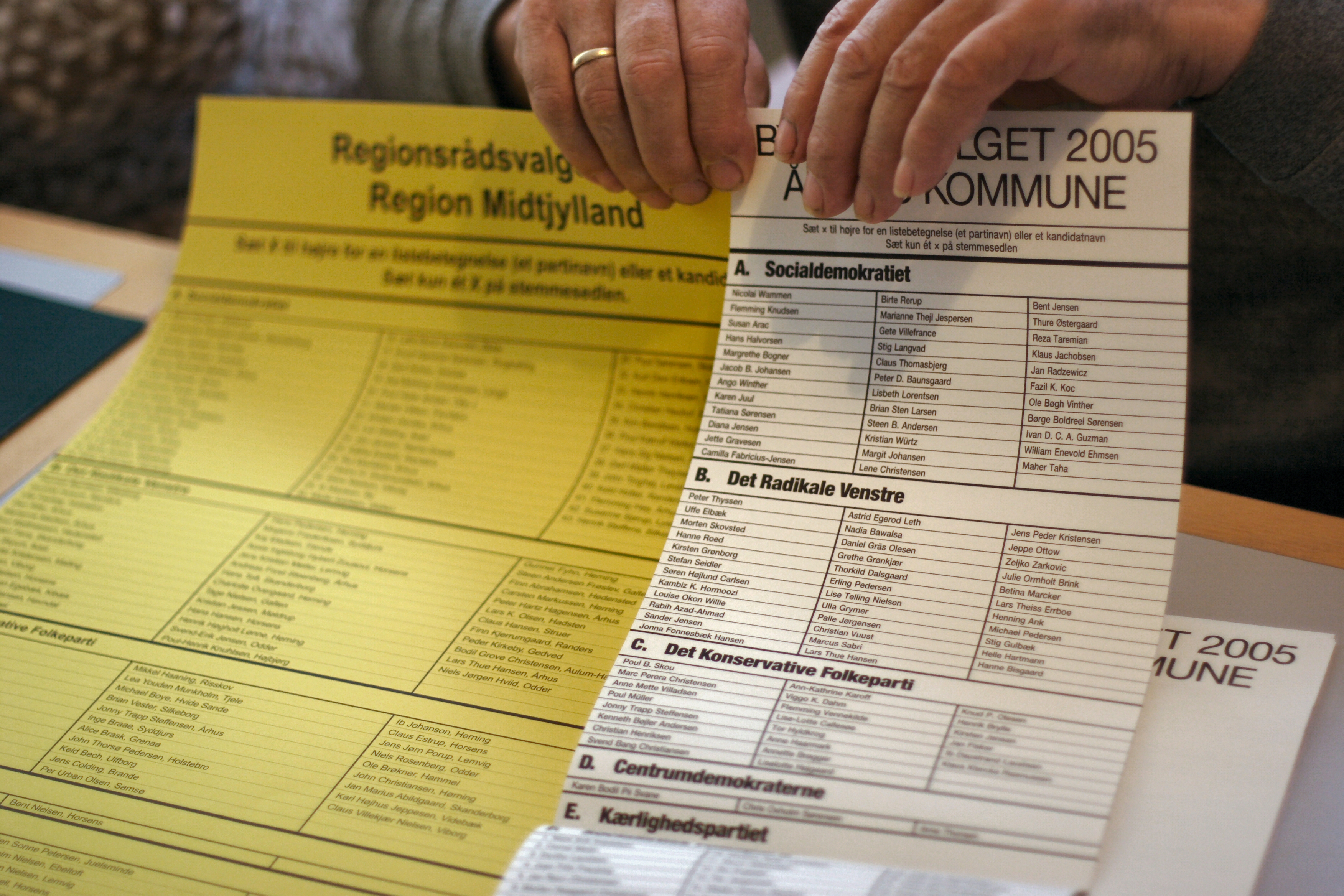
Danska valsedlar i kommun- och regionval 2005.

I Danmark ingår samtliga partier på en och samma valsedel, på vilken man sätter ett kryss vid det parti eller den partikandidat man vill rösta på.

## Valsedlar i Finland
Vid kommunala och statliga val i Finland används vita valsedlar (då fler val anordnas samtidigt används röstsedlar i olika färger). Av valsedeln ska tydligt framgå hur den viks ihop. På insidan av valsedeln finns en rubrik som anger vilket val valsedeln gäller och en cirkel med texten N:o, där numret för den kandidat man vill rösta på antecknas. I övrigt är valsedeln tom.